# NGC 6862
NGC 6862 је спирална галаксија у сазвежђу Телескоп која се налази на NGC листи објеката дубоког неба.
Деклинација објекта је - 56° 23' 30" а ректасцензија 20h 8m 54,5s. Привидна величина (магнитуда) објекта NGC 6862 износи 12,7 а фотографска магнитуда 13,5. NGC 6862 је још познат и под ознакама ESO 186-2, IRAS 20049-5632, PGC 64168.